# Rosička, Jindřichův Hradec
Rosička là một làng thuộc huyện Jindřichův Hradec, vùng Jihočeský, Cộng hòa Séc.